# Tuk-tuk

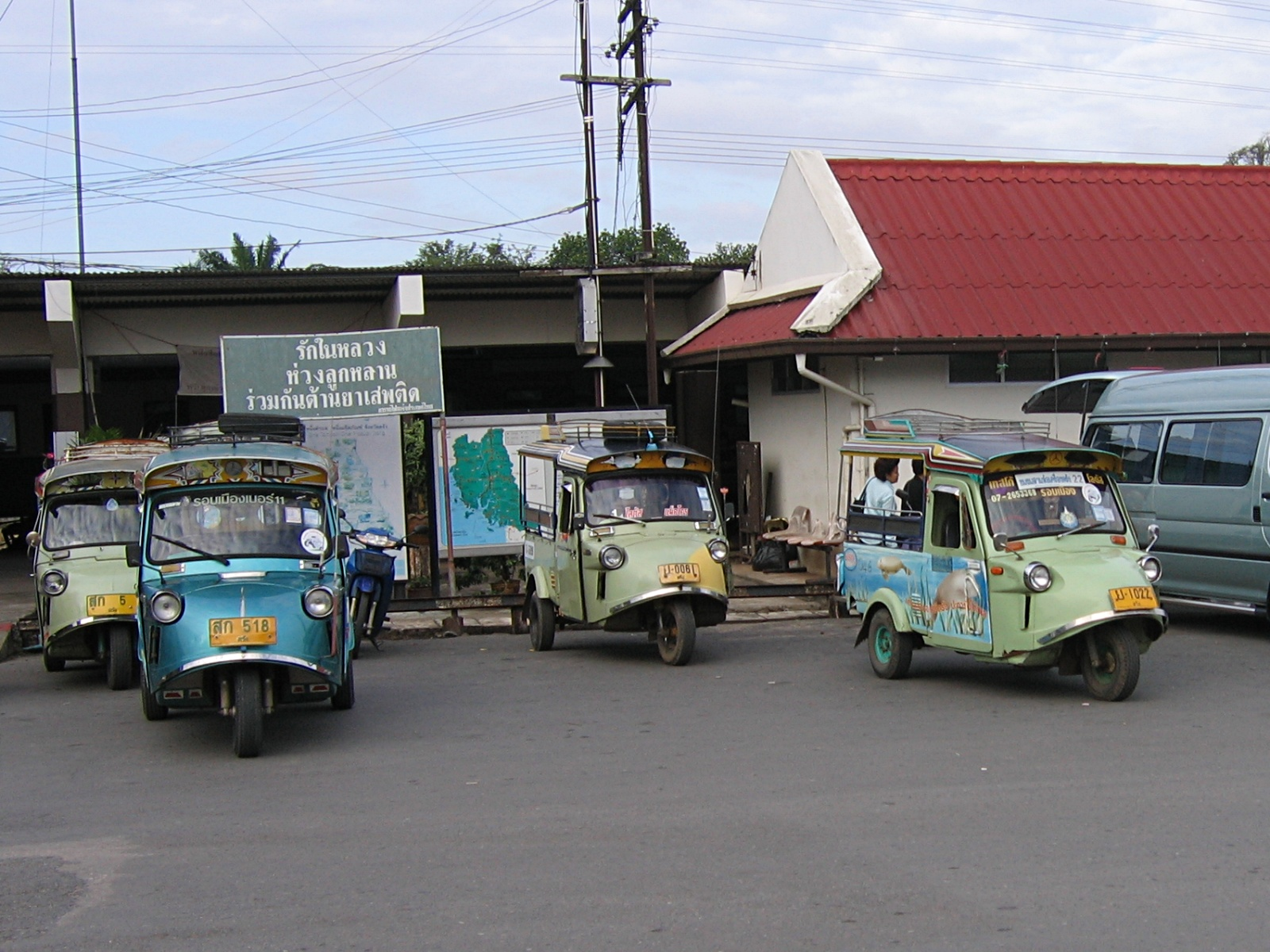
Vari tipi di tuk-tuk

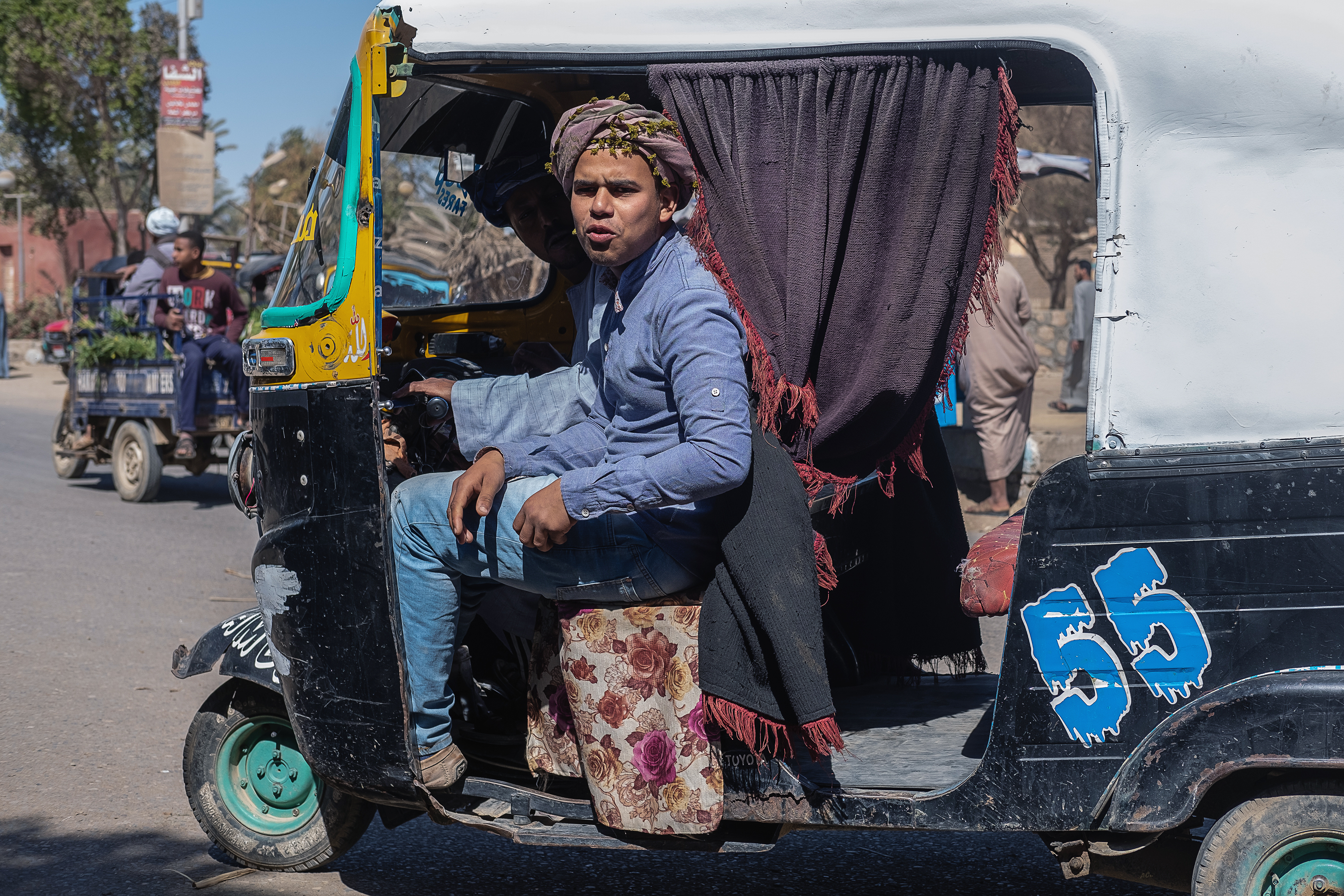
Tuk-tuk in Egitto

Il tuk-tuk, o auto rickshaw (in India), o anche conosciuto come Bajay o Bajaj (dall'omonima azienda produttrice di tali veicoli), in Indonesia, è un pittoresco taxi a tre ruote utilizzato prevalentemente nel sud-est Asiatico, di cui può essere considerato un simbolo cittadino.

## Caratteristiche
Il nome deriva molto probabilmente dal rumore prodotto al regime minimo del motore, generalmente a due tempi di estrazione motociclistica. Della stessa estrazione è anche l'impostazione di guida; infatti, nel piccolo abitacolo destinato al guidatore è presente un manubrio anziché un volante automobilistico.
Ne esistono diverse versioni e di ogni colore, spesso anche variamente decorati con immagini religiose o, più recentemente con le fiancate utilizzate ai fini pubblicitari più disparati.
Al contrario degli altri tipi di veicoli utilizzati come taxi nel Sudest Asiatico, solitamente il tuk-tuk è sprovvisto di tassametro e il costo della corsa va contrattato di volta in volta.